# Martin Gralher
Martin Gralher (* 29. November 1939; † 26. September 2013 in Nordkirchen) war ein deutscher Politikwissenschaftler.
Gralher studierte Geschichte, Vergleichende Religionswissenschaft, Soziologie, Philosophie, Politische Wissenschaft und Völkerrecht in Kiel, Tübingen und Heidelberg und wurde 1969 bei Dolf Sternberger promoviert. Er war seit 1976 Professor für Politische Wissenschaft an der Abteilung für Sozialwissenschaft der Ruhr-Universität Bochum.
Gralher war von 1981 bis 1990 Mitglied, von 1986 bis 1989 stellvertretender und 1989/90 Vorsitzender des Beirats der Friedrich-Naumann-Stiftung.

## Veröffentlichungen
- Demokratie und Repräsentation in der englischen Revolution. Studien zur demokratischen Repräsentation in der Pamphletistik der Leveller im England des 17. Jahrhunderts. Hain, Meisenheim am Glan 1973 (zugleich phil. Diss., Universität Heidelberg, 1969).